# Vérissey
Vérissey ist eine französische Gemeinde im Département Saône-et-Loire in der Region Bourgogne-Franche-Comté. Sie gehört zum Arrondissement Louhans und zum Kanton Louhans. Die Gemeinde hat 55 Einwohner (Stand 1. Januar 2022).

## Geografie

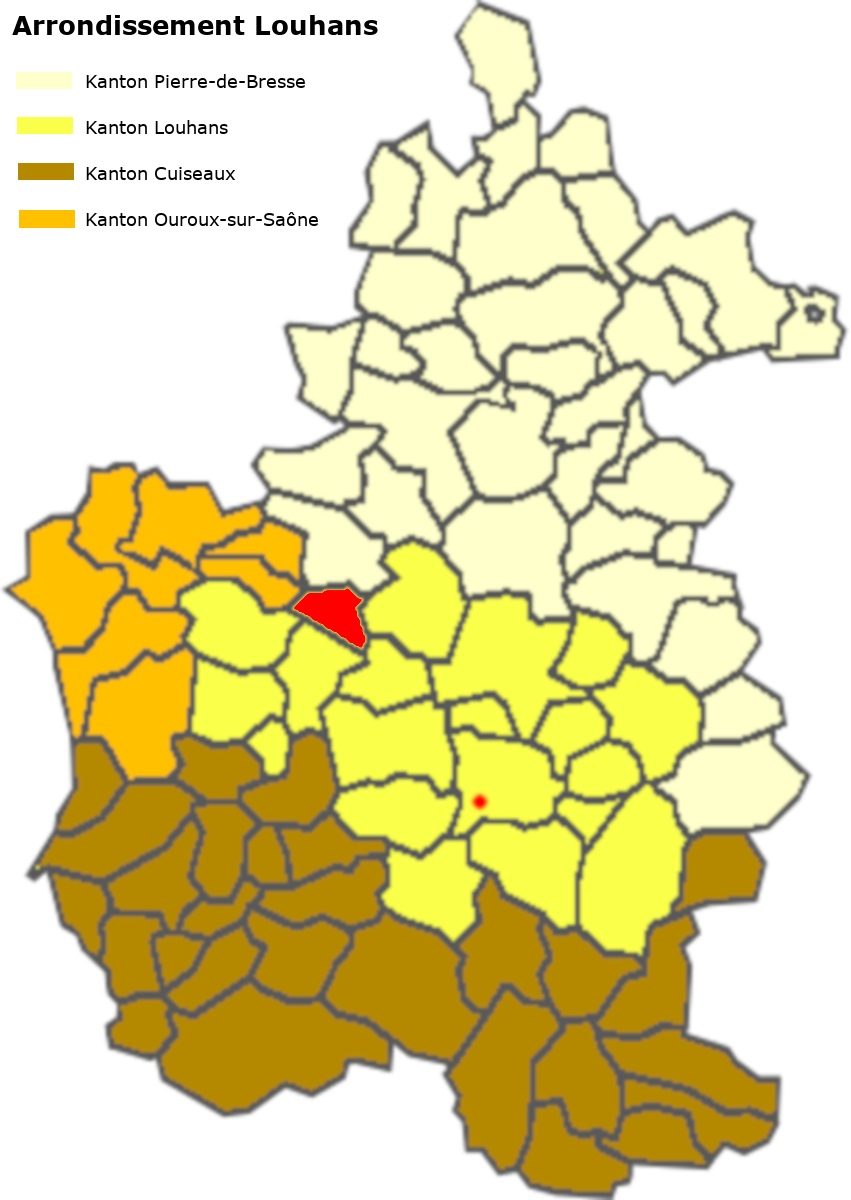
Lage der Gemeinde im Arrondissement Louhans

Vérissey liegt in der Landschaft Bresse, rund 12 Kilometer nordnordwestlich von Louhans und grenzt im Westen an das Arrondissement Chalon-sur-Saône. Sie wird in Nord-Süd-Richtung von der Departementsstraße D156 (Thurey–Montret) durchzogen. Im südöstlichen Gemeindegebiet finden sich etliche Étangs, die von Biefs entwässert werden (künstlichen Wasserläufen, die der Bewirtschaftung der Étangs dienen) und gemeinsam zum Flüsschen Servonne werden. Diese bildet einen Teil der südöstlichen Gemeindegrenze. Im Norden der Gemeinde entwässert der Bief de l’Étang de Noisy und in der Folge der Ruisseau du Moulin d’Amy die Étangs, mündet in die Tenarre und schließlich bei Gigny in die Saône. Große Teile des Gemeindegebiets sind bewaldet.
Zur Gemeinde gehören die folgenden Weiler und Fluren: l’Alouettes, Beussey, l’Étang, les Fourneaux, les Gerbeaux, les Guillons, Moulin-Amy, Moulin-de-Noisy, les Nissons, Noisy, la Tuilerie, la Vernotte.

### Klima
Das Klima in Vérissey ist warm und gemäßigt. Es gibt das ganze Jahr über deutliche Niederschläge, selbst der trockenste Monat weist noch hohe Niederschlagsmengen auf. Die Klassifikation des Klimas nach Köppen und Geiger ist Cfb ((Gemäßigtes) Ozeanklima). Die Temperatur liegt im Jahresdurchschnitt bei 12,0 °C. Der wärmste Monat ist der Juli mit einer Durchschnittstemperatur von 21,2 °C, der kälteste der Januar mit 3,3 °C. Über ein Jahr verteilt summieren sich die Niederschläge auf 1055 mm, dabei ist der November mit 113 mm der niederschlagsreichste, während März als trockenster Monat 73 mm aufweist. Über das ganze Jahr werden etwa 2700 Sonnenstunden gezählt.
|                        | Jan | Feb | Mär  | Apr  | Mai  | Jun  | Jul  | Aug  | Sep  | Okt  | Nov  | Dez |   |      |
| Mittl. Temperatur (°C) | 3,3 | 4,0 | 7,6  | 11,2 | 15,1 | 19,2 | 21,2 | 20,8 | 17,0 | 12,9 | 7,4  | 4,1 | ⌀ | 12   |
| Mittl. Tagesmax. (°C)  | 6,2 | 7,7 | 12,0 | 15,8 | 19,4 | 23,9 | 25,9 | 25,6 | 21,5 | 17,0 | 10,5 | 6,9 | ⌀ | 16,1 |
| Mittl. Tagesmin. (°C)  | 0,7 | 0,7 | 3,3  | 6,4  | 10,3 | 14,2 | 16,2 | 15,9 | 12,8 | 9,3  | 4,5  | 1,6 | ⌀ | 8    |
|                        |     |     |      |      |      |      |      |      |      |      |      |     |   |      |
| Niederschlag (mm)      | 89  | 75  | 73   | 88   | 96   | 78   | 75   | 79   | 88   | 103  | 113  | 98  | Σ | 1055 |

| 0,7 |

| 0,7 |

| 3,3 |

| 6,4 |

| 10,3 |

| 14,2 |

| 16,2 |

| 15,9 |

| 12,8 |

| 9,3 |

| 4,5 |

| 1,6 |

| 0,7 |

| 0,7 |

| 3,3 |

| 6,4 |

| 10,3 |

| 14,2 |

| 16,2 |

| 15,9 |

| 12,8 |

| 9,3 |

| 4,5 |

| 1,6 |

## Toponymie
Eine erste Erwähnung geht zurück auf das Jahr 1180, Jean-Jacques Guillemin erwähnt Viriacus, also eine Siedlung, die einem Virius gehörte und in gallo-römischer Zeit mit dem Possessivsuffix zu Viriacus geworden ist. Später wird Véricié erwähnt und insbesondere Ecclesia de Viresseyo. Diese Entwicklung lässt durchaus den Schluss zu, dass es sich beim heutigen Ortsnamen um den Besitz eines ersten gallo-römischen Gutsherrn handelte. Dafür spricht die Vermutung, dass durch das Gemeindegebiet eine Römerstraße führte, die Seurre mit Cuisery verband.

## Geschichte
Vérissey war ein Lehen, das zur Herrschaft Lessard gehörte und im 17. und 18. Jahrhundert im Besitz der Familie Venot de Montcenis war. Ein herrschaftliches Schloss befand sich in Noisy, in alten Katasterplänen sind die rechteckigen Wassergräben noch sichtbar. 1830 wurde es endgültig zerstört. In Vernotte bestand ein Schloss, das anfangs 18. Jahrhundert gebaut wurde und 1978 abgerissen wurde. Der Weiler Fourneaux trägt seinen Namen wegen der Köhler, die dort tätig waren und in der Nähe von Noisy bestand eine Ziegelei. In Gerbeaux bestand eine Kapelle, die dem Heiligen Rochus geweiht war und 1791 zerstört wurde. Eine Kirche gehörte zum Kapitel von Saint-Vincent von Mâcon, war dem Heiligen Eligius geweiht und wurde 1848 abgerissen. 1863 wurde an ihrer Stelle ein (Kirch-)Gemeindehaus erstellt. Anfang des 20. Jahrhunderts waren in der Gemeinde lediglich vier Handwerker und Geschäftsleute angesiedelt, einer betrieb ein Kurhaus, ein anderer ein Café, das 1958 geschlossen wurde. 1988 bestanden noch 11 Landwirtschaftsbetriebe.
In einer Akte von 1573 taucht in Vérissey ein Feld auf, mit der Bezeichnung sarrazinière, was darauf hindeutet, dass damals Buchweizen angebaut wurde

### Die Herren von Vérissey
Die Herrschaften von Vérissey und Noisy (etwa 1 Kilometer nordöstlich des Bourg) gehörten zu Lessard-en-Bresse und waren im Besitz einer Familie Venot, denen sie schon 1680 gehörte. Die Familie stammte ursprünglich aus Montcenis und stellte etliche Offiziere, deren einer 1673 geadelt wurde.
Die Herrschaft La Vernotte (etwa 1,5 Kilometer ostsüdöstlich des Bourg) war ein drittes Lehen nin der Gemeinde, das einem Herrn Beuverand gehörte, der 1644 geadelt wurde.

## Bevölkerung
| Vérissey: Einwohnerzahlen von 1793 bis 2020 | Vérissey: Einwohnerzahlen von 1793 bis 2020 | Vérissey: Einwohnerzahlen von 1793 bis 2020 | Vérissey: Einwohnerzahlen von 1793 bis 2020 | Vérissey: Einwohnerzahlen von 1793 bis 2020 |
| --- | ------------------------------------------- | ------------------------------------------- | ------------------------------------------- | ------------------------------------------- |
| Jahr |                                             |                                             |                                             | Einwohner                                   |
| 1793 | 1793                                        |                                             | 223                                         | 223                                         |
| 1800 | 1800                                        |                                             | 226                                         | 226                                         |
| 1806 | 1806                                        |                                             | 251                                         | 251                                         |
| 1821 | 1821                                        |                                             | 230                                         | 230                                         |
| 1831 | 1831                                        |                                             | 241                                         | 241                                         |
| 1836 | 1836                                        |                                             | 240                                         | 240                                         |
| 1841 | 1841                                        |                                             | 235                                         | 235                                         |
| 1846 | 1846                                        |                                             | 255                                         | 255                                         |
| 1851 | 1851                                        |                                             | 219                                         | 219                                         |
| 1856 | 1856                                        |                                             | 204                                         | 204                                         |
| 1861 | 1861                                        |                                             | 216                                         | 216                                         |
| 1866 | 1866                                        |                                             | 218                                         | 218                                         |
| 1872 | 1872                                        |                                             | 189                                         | 189                                         |
| 1876 | 1876                                        |                                             | 205                                         | 205                                         |
| 1881 | 1881                                        |                                             | 174                                         | 174                                         |
| 1886 | 1886                                        |                                             | 206                                         | 206                                         |
| 1891 | 1891                                        |                                             | 202                                         | 202                                         |
| 1896 | 1896                                        |                                             | 190                                         | 190                                         |
| 1901 | 1901                                        |                                             | 185                                         | 185                                         |
| 1906 | 1906                                        |                                             | 166                                         | 166                                         |
| 1911 | 1911                                        |                                             | 174                                         | 174                                         |
| 1921 | 1921                                        |                                             | 209                                         | 209                                         |
| 1926 | 1926                                        |                                             | 171                                         | 171                                         |
| 1931 | 1931                                        |                                             | 165                                         | 165                                         |
| 1936 | 1936                                        |                                             | 158                                         | 158                                         |
| 1946 | 1946                                        |                                             | 160                                         | 160                                         |
| 1954 | 1954                                        |                                             | 134                                         | 134                                         |
| 1962 | 1962                                        |                                             | 113                                         | 113                                         |
| 1968 | 1968                                        |                                             | 105                                         | 105                                         |
| 1975 | 1975                                        |                                             | 97                                          | 97                                          |
| 1982 | 1982                                        |                                             | 88                                          | 88                                          |
| 1990 | 1990                                        |                                             | 69                                          | 69                                          |
| 1999 | 1999                                        |                                             | 58                                          | 58                                          |
| 2009 | 2009                                        |                                             | 50                                          | 50                                          |
| 2014 | 2014                                        |                                             | 52                                          | 52                                          |
| 2020 | 2020                                        |                                             | 56                                          | 56                                          |
| Quelle(n): EHESS/Cassini bis 2006, ab 2009 INSEE Anmerkung(en): • Ab 1962 offizielle Zahlen ohne Einwohner mit Zweitwohnsitz • Höchste Einwohnerzahl 1846 mit 255, tiefste Einwohnerzahl 2009 mit 50 (19,6 % vom Maximum) |                                             |                                             |                                             |                                             |

| Bevölkerungsstruktur | Anzahl Einwohner | männlich | weiblich | davon Ausländer | Anteil % |
| -------------------- | ---------------- | -------- | -------- | --------------- | -------- |
|                      | 56               | 31       | 25       | 2               | 3,6      |

| Männer | Alterstufe | Frauen |
| ------ | ---------- | ------ |
| 0      | 90 + älter | 0      |
| 4      | 75–89      | 4      |
| 5      | 60–74      | 4      |
| 7      | 45–59      | 6      |
| 2      | 30–44      | 3      |
| 8      | 15–29      | 5      |
| 3      | 0–14       | 2      |

Die Bevölkerungsstruktur zwischen Männern und Frauen weist einen starken Überhang zugunsten der Männer auf, sie machen 55,4 % der Bevölkerung aus. Dabei sind 41 % der Bevölkerung jünger als 45 Jahre. Demgegenüber sind 30 % der Einwohner älter als 60 Jahre und damit im Rentenalter.
| Wohnstruktur               | Anzahl Wohneinheiten | davon Häuser | Wohnungen | sonstige |
| -------------------------- | -------------------- | ------------ | --------- | -------- |
|                            | 34                   | 32           | 1         | 1        |
| davon Hauptwohnsitz        | 26                   |              |           |          |
| Zweit- oder Ferienwohnsitz | 5                    |              |           |          |
| vakant                     | 3                    |              |           |          |

## Wirtschaft und Infrastruktur

### Unternehmen, Betriebe, Ladengeschäfte und Einrichtungen
In der Gemeinde gibt es nebst der Mairie (Gemeindehaus) folgende Unternehmen nach Branchen:
| Branche                                                           | Anzahl Betriebe |
| ----------------------------------------------------------------- | --------------- |
| Industrie und verarbeitendes Gewerbe                              |                 |
| Baugewerbe                                                        |                 |
| Groß- und Einzelhandel, Verkehr, Beherbergung und Gastronomie     | 3               |
| Information und Kommunikation                                     |                 |
| Finanz- und Versicherungsdienstleistungen                         |                 |
| Grundstücks- und Wohnungswesen                                    | 2               |
| Freiberufliche, wissenschaftliche und technische Dienstleistungen |                 |
| Öffentliche Verwaltung, Unterricht, Gesundheits- und Sozialwesen  |                 |
| Sonstige Dienstleistungen                                         |                 |
| Land- und Forstwirtschaftsbetriebe                                | 5               |

In der Gemeinde befinden sich keinerlei Betriebe und Unternehmen, sie verfügt über keine Infrastruktur. Mit den Gütern des täglichen Bedarfs versorgen sich die Einwohner weitgehend in Montret oder in Saint-Germain-du-Bois.

### Geschützte Produkte in der Gemeinde
Als AOC-Produkte sind in Vérissey Volaille de Bresse und Dinde de Bresse, ferner Crème et beurre de Bresse zugelassen.

### Bildungseinrichtungen
Vérissey verfügt über keine eigenen schulischen Einrichtungen. Die Kinder werden in Schulen der umliegenden Gemeinden ausgebildet.

## Volkskundliches
1. ↑  Der Buchweizen gelangte über die Mauren nach Spanien, von wo er nach Frankreich gebracht wurde. Noël du Fail erwähnt in seinen Contes et discours d’Eutrapel 1585 einen Drogisten in Lyon, der eine Ladung schwarzen Weizens (französisch: sarrasin) erhalten habe und sagt dazu:

“Car à la verité, sans ce grain qui nous est venu depuis soixante ans, les pauvres gens de ce païs auroiet beaucoup à souffrir, combien qu'il amaigrisse fort la terre.”

„Ohne dieses Getdreide, das seit sechzig Jahren zu uns gelangt, müssten die armen Menschen viel leiden, auch wenn es den Boden auslaugt.“
Daraus kann geschlossen werden, dass der Anbau von Buchweizen in der Bresse in der ersten Hälfte des 16. Jahrhunderts begann. Buchweizen wird in anderen Akten erwähnt bezüglich Saint-Vincent-en-Bresse, Tronchy, Gigny, bei Cuiseaux.
Bemerkenswert auch, dass sich in der französischen Sprache der Begriff blé sarrasin bis heute gehalten hat. Die Crêpes au sarrasin sind aus der französischen Küche nicht wegzudenken.